# Julian Smith (polityk)
Julian Smith (ur. 1971 w Stirling) – brytyjski polityk, członek Partii Konserwatywnej. W 2010 roku został wybrany posłem do Izby Gmin. Od 24 lipca 2019 do 13 lutego 2020 pełnił funkcję ministra ds. Irlandii Północnej.

## Życiorys
Urodził się w 1971 roku w Stirling w Szkocji. Ukończył Millfield School, a następnie studiował język angielski i historię na University of Birmingham. Jako junior grał w squasha na poziomie międzynarodowym.
W 2010 roku został wybrany posłem do Izby Gmin z okręgu wyborczego Skipton and Ripon. Uzyskał reelekcję w 2015, 2017, 2019 i 2024 roku.
Od 24 lipca 2019 do 13 lutego 2020 pełnił funkcję ministra ds. Irlandii Północnej w pierwszym gabinecie Borisa Johnsona.